# George Caley
George Caley (Craven, Yorkshire; 10 de junio de 1770-Londres, 23 de mayo de 1829) fue botánico y explorador inglés en Australia.

## Biografía
De joven trabajó en los establos de su padre. Estudió Botánica y su nombre se encuentra ligado con la Escuela de Botánica de Mánchester. Trabajó en el Real Jardín Botánico de Kew y en otros jardines entre 1795 y 1798.
Fue contratado por Joseph Banks para recolectar especímenes botánicos en la zona alrededor de Sídney. Banks en una carta de 1798, que escribió a la oficina colonial, solicitó permiso para poder mandar a Caley a Nueva Gales del Sur. Llegó a Nueva Holanda donde se encuentra Sídney en 1800.
Adquirió una casa en Parramatta donde pudo mantener un pequeño jardín botánico. En su estancia en Australia recolectó numerosos especímenes botánicos, así como animales y pájaros. Hizo numerosas excursiones lo que le dio un conocimiento detallado del entorno que alrededor de su asentamiento.
A diferencia de otros recolectores, Caley no estaba obligado a recolectar solamente en exclusiva para los jardines de Kew y Banks, pues se le dio permiso para enviar especímenes a otros. Así, en una carta que se conserva actualmente, vemos que tenía un acuerdo con los viveros Colvill para suministrarle ejemplares.
Cuando terminó su misión en 1808, regresó a Inglaterra, y vivió de una pequeña pensión que le otorgó Banks hasta 1816. Desde 1816 a 1822 fue el superintendente de los jardines botánicos de San Vicente, en las Indias Occidentales.
Además de en Australia y Tasmania, recolectó en Sudáfrica, Inglaterra y en San Vicente y las Granadinas.

## Eponimia
Género
- (Orchidaceae) Caleya R.Br.[2]

Especies (31 + 6 registros)
- (Fabaceae) Racosperma caleyi (A.Cunn. ex Benth.) Pedley[3]
- (Passifloraceae) Disemma caleyana (DC.) M.Roem.[4]
- (Ranunculaceae) Ranunculus caleyanus G.Don[5]